# Хазагаев, Шагдуржап Александрович
Шагдуржа́п Алекса́ндрович Хазага́ев (род. 23 ноября 1949, Улекчин, Бурятия) — российский бурятский тренер по стрельбе из лука, Заслуженный работник физической культуры Бурятской АССР, Заслуженный тренер России.

## Биография
Шагдуржап Хазагаев родился 23 ноября 1949 года в селе Улекчин Закаменского района Бурятии. После учёбы в средней школе Шагдуржап поступил на спортивный факультет Бурятского педагогического института. Здесь он занимался боксом, вольной борьбой и играл в хоккей за сборную Бурятии.
После окончания института призван в ряды Советской Армии. Отслужив, вернулся в родное село, где начал работать учителем физкультуры. Здесь он открыл секцию по стрельбе из лука.
Среди его учеников наиболее известны Бальжинима Цыремпилов, заслуженный мастер спорта России (1998), многократный чемпион Европы и России, призёр чемпионатов мира, и Гэрэлма Эрдынеева, многократная чемпионка мира.

## Награды и звания
- «Заслуженный работник физической культуры Бурятской АССР»
- «Заслуженный тренер России» (1997)
- Орден «За заслуги перед Отечеством» II степени (2013)
- Медаль «80 лет Госкомспорту России» (2003)
- Почетный знак «За заслуги в развитии олимпийского движения в России» (2002)
- Почетные грамоты Республики Бурятия
- Почетные грамоты Народного Хурала Республики Бурятия
- Почетные грамоты Государственного комитета РБ по делам молодежи, туризму, физической культуре и спорту[1]